# ニュース特集 (NHKテレビ番組)
ニュース特集（ -とくしゅう）は、1972年4月3日から1974年3月29日までNHK総合テレビジョンで放送されたテレビ番組である。

## 概要
NHK夜9時台の報道アワーの中核的番組であった。直近のニュースの話題を30分かけて特集する。

## 放送時間
平日 21:30 - 22:00

## 主なテーマ

### 1972年度
- 西山記者事件
- ベトナム戦況
- 横井さん帰国
- 沖縄返還
- 日航機事故
- テルアビブ空港乱射事件
- 世界環境会議
- 自民党総裁選
- 四日市裁判
- オリンピック村事件
- 日中国交回復
- ルバング島の元日本兵
- ドル不安
- 総選挙

### 1973年度
- 汚染進む日本列島 NHK公害調査から
- 水俣判決と今後の公害対策
- ディーン証言 ウォーターゲート事件公聴会から
- 熱砂の70時間 日航ジャンボ乗っ取り事件
- 金大中氏自宅に戻る
- 自衛隊に違憲判決 長沼ナイキ訴訟
- どう乗り切るか石油危機
- まぼろしの品不足
- 森永ミルク事件に判決くだる
- なぜこんな大惨事に 熊本大洋デパート火災
- 反日の中の東南アジア訪問
- ソルジェニーツィン氏追放 その意味と背景
- 公取委石油大手12社を告発